# Teutonia lunata
Teutonia lunata är en kvalsterart som beskrevs av Marshall 1924. Teutonia lunata ingår i släktet Teutonia och familjen Teutoniidae. Inga underarter finns listade i Catalogue of Life.